# 베르히테스가덴

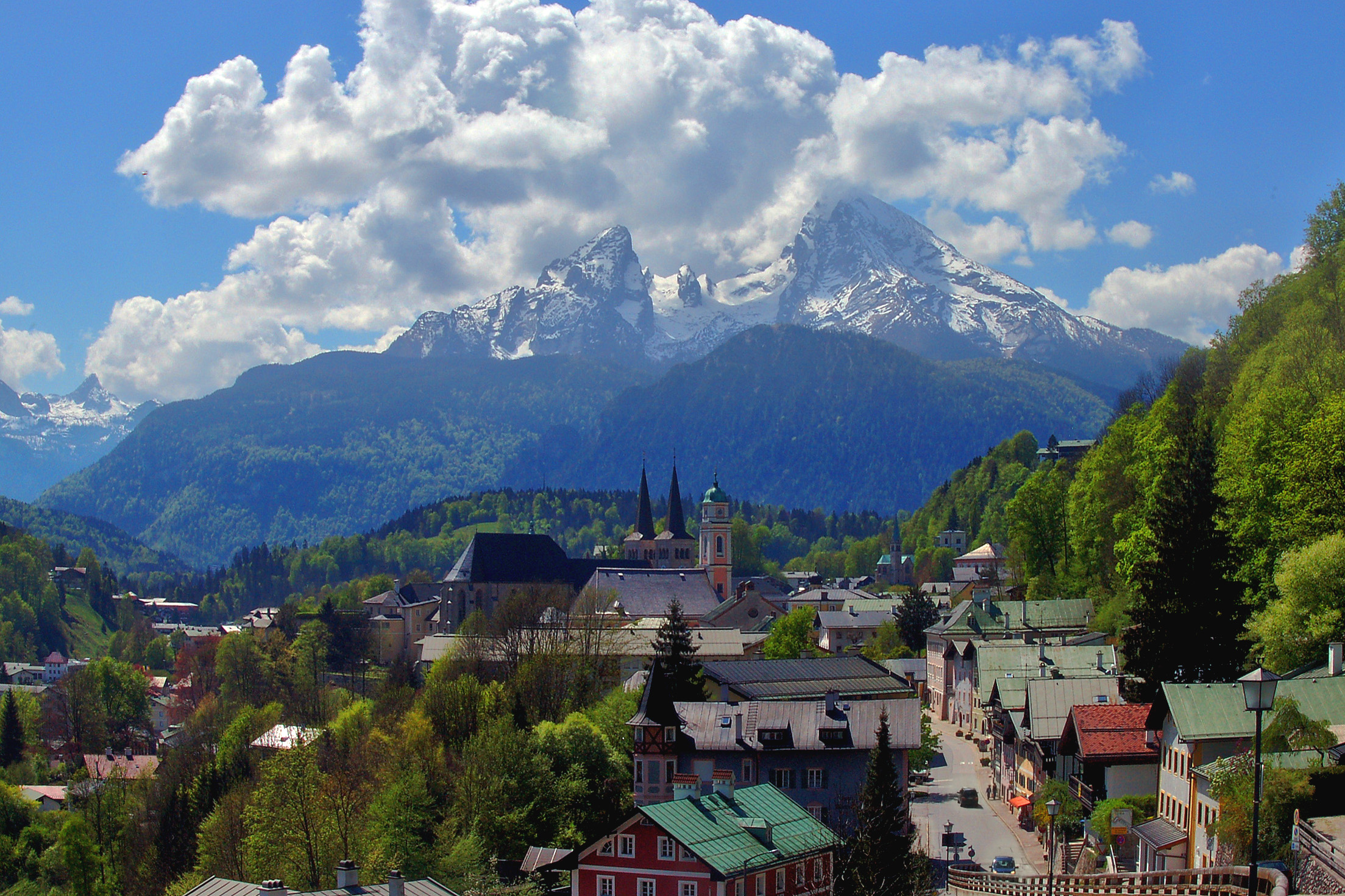
베르히테스가덴

베르히테스가덴(Berchtesgaden)은 독일 바이에른주의 한 도시이다.